# Bruno Delaye
Pour les articles homonymes, voir Delaye.
Bruno Delaye, né le 8 mai 1952 à Casablanca, est un diplomate français qui a occupé plusieurs postes d'ambassadeur de France entre 1991 et 2013.

## Biographie
Le père de Bruno Delaye, Raoul Delaye (de), énarque et diplomate né à Rabat en 1922, était en poste au Maroc de 1949 à 1958, puis à Bonn avant d'être ambassadeur dans divers autres pays, faisant baigner son fils dans une ambiance internationale.
Après des études d'économie à l'université Paris II et de sciences politiques à l'Institut d'études politiques de Paris, Bruno Delaye est élève de l'École nationale d'administration (Promotion Léon Blum, 1975). Il entre aussitôt au Quai d'Orsay où il occupe divers postes à l'administration centrale du ministère (notamment au service de presse) ou en détachement auprès du ministère de l'Industrie. Après avoir été « numéro deux » à l'ambassade de France en Égypte, il est nommé ambassadeur (au Togo) pour la première fois en 1991, puis conseiller pour les affaires africaines à la présidence de la République de 1992 à 1995. Dans ce cadre, il participe à la gestion des relations entre la France et le Rwanda au moment du génocide des Tutsi.
Après avoir représenté la France à Mexico, Athènes, Madrid et Brasília (avec une interruption à Paris de 2000 à 2003 à la tête de la Direction générale de la coopération internationale et du développement du MAE et du conseil d'administration de l'AEFE), il devient en 2014 conseiller international de la présidence du groupe PlaNet Finance, fondé par Jacques Attali et Arnaud Ventura et président d'Entreprise et diplomatie, filiale à 100 % de l’ADIT créée en étroit partenariat avec le réseau diplomatique pour contribuer concrètement à la « diplomatie économique » ainsi qu’à la valorisation de « l’attractivité française » en matière d’investissements internationaux,.
À l'occasion de l'élection présidentielle de 2017, il fait partie des 60 diplomates qui apportent leur soutien à Emmanuel Macron.

## Distinctions
- Officier de la Légion d'honneur (2010)[10], chevalier (1999)[11] ;
- Chevalier de l'ordre national du Mérite ;
- Commandeur de l'ordre du Phénix.